# هوبولانگ مندس
هوبولانگ مندس (انگلیسی: Houboulang Mendes؛ زادهٔ ۴ مهٔ ۱۹۹۸) بازیکن فوتبال اهل فرانسه است.
از باشگاه‌هایی که در آن بازی کرده‌است می‌توان به باشگاه فوتبال لوریان اشاره کرد.